# Harry Wayne Casey
Harry Wayne "K.C." Casey (Miami; 31 de enero de 1951) es un solista, pianista, cantautor y productor estadounidense, conocido en todo el mundo por ser el vocalista, tecladista y fundador de la banda KC & The Sunshine Band  -KC por su apellido Casey-  Es de ascendencia irlandesa por parte de padre e italiana por parte de madre.

## Biografía
Harry Wayne Casey y su banda triunfaron en todo el mundo en la década de los años 70 gracias a sus pegadizos y bailables temas. 
Ha producido muchos éxitos para otros artistas.
A principios de los años ochenta, como resultado de la creciente popularidad de New Wave y el Synthpop,  Casey disolvió  KC and The Sunshine Band y grabó varios discos como solista.
En enero de 1982, sobrevivió a un grave accidente de coche - el coche que conducía fue impactado de frente - Sufrió parálisis y tuvo que volver a aprender a caminar, bailar y tocar el piano. Al final del año estaba de vuelta en el estudio de grabación. "Give It Up", fue lanzado como un éxito en solitario y lo disparó al número uno en el Reino Unido y fue ascendió hasta el Top 20 en los Estados Unidos (1984).
En 1985 decide retirarse del negocio de la música.
A mediados de la década de 1990, debido al renovado interés por la música y la moda de la década de 1970, Casey refunda the Sunshine Band. Hace unas 200 conciertos al año en todo Estados Unidos, Canadá y el Caribe. También hace giras por Inglaterra, Italia, Australia y América del Sur. 
Hoy Casey continúa produciendo a otros artistas y se dedica a obras benéficas en su adorada ciudad natal, Miami.

## Discografía
- Do It Good (1974)
- KC and the Sunshine Band (1975)
- The Sound of Sunshine (1975)
- Part 3 (1976)
- Who Do Ya Love (1978)
- Do You Wanna Go Party (1979)
- Space Cadet (1981)
- The Painter (1981)
- All in a Night's Work (1982)
- KC Ten (1983)
- Oh Yeah! (1993)
- I'll Be There For You (2001)
- Yummy (2007)
- Feeling You! The 60s (2015)